# Dubbeloogvijgpapegaai
De dubbeloogvijgpapegaai (Cyclopsitta diophthalma) is een vogel uit de familie Psittaculidae (papegaaien van de Oude Wereld).

## Kenmerken
Deze papegaai is 13 tot 16 cm lang. De vogel is van boven donkergroen met een blauwe vleugelboeg en van onder lichtergroen. Het verenpatroon op de kop is bij de diverse ondersoorten steeds anders, afwisselend met blauw, lichtgeel en rood.

## Verspreiding en leefgebied
Deze soort komt voor in Nieuw-Guinea en noordoostelijk Australië en telt zeven ondersoorten:
- C. d. diophthalma: Raja Ampat-eilanden en noordwestelijke deel van hoofdeiland Nieuw-Guinea
- C. d. aruensis: de Aru-eilanden, het zuidelijke deel van Midden-Nieuw-Guinea.
- C. d. virago: Goodenough en Fergusson (D'Entrecasteaux-eilanden).
- C. d. inseparabilis: Sudest (de Louisiaden).
- C. d. marshalli: Kaap York (noordelijk Queensland, Australië).
- C. d. macleayana: noordoostelijk Queensland  (Australië).
- C. d. coxeni: zuidoostelijk Queensland en noordoostelijk New South Wales (Australië).

## Status
De grootte van de populatie is niet gekwantificeerd maar de soort wordt omschreven als plaatselijk algemeen. Op de Rode lijst van de IUCN heeft deze soort de status niet bedreigd.